# Bataille de Scheveningen
Pour les articles homonymes, voir Bataille de Texel.
Première guerre anglo-néerlandaise
Batailles
- Douvres
- Plymouth
- Elbe
- Kentish Knock
- Dungeness
- Portland
- Livourne
- Gabbard
- Schéveningue

La bataille de Scheveningen (bataille de Schéveningue, bataille de Ter Heijde, parfois improprement appelée bataille de Texel) se déroula du 8 au 10 août 1653 (29 au 31 juillet selon le calendrier julien alors en usage en Angleterre). Ce fut la dernière bataille de la première guerre anglo-néerlandaise entre la flotte du Commonwealth d'Angleterre et celle des Provinces-Unies.
Il faut la distinguer de la bataille de Texel qui se déroula plus au nord et vingt ans plus tard, du 10 au 21 août 1673 ; les Néerlandais l'appellent aussi Slag bij Kijkduin (près Scheveningen) et les Anglais parfois aussi Battle of Scheveningen.  

## Le contexte
Après la victoire des Anglais à la bataille de Gabbard en juin 1653, la flotte de Monck composée de cent-vingt navires bloqua la côte hollandaise, capturant ainsi plusieurs navires de commerce. L'économie des Provinces-Unies commença aussitôt à s'effondrer, le pays fut soudain en proie à un chômage de masse et même à la famine. Le 3 août, le vice-amiral Maarten Tromp prit la mer à bord du Brederode et accompagné d'une flotte de cent navires afin de briser le blocus de l'île de Texel, où les vingt-sept navires du vice-amiral Witte de With étaient enfermés. Le 8 août, les Anglais aperçurent la flotte néerlandaise de Tromp et se dirigèrent vers le sud, permettant ainsi à l'amiral De Witt de s'échapper et de rejoindre Tromp le jour suivant devant Scheveningen, après que celui-ci se fut positionné au nord de la flotte anglaise par une brillante manœuvre.

## La bataille
Les Anglais rattrapèrent la flotte combinée néerlandaise aux alentours du 10 août et l'attaquèrent. La bataille fit rage, les deux flottes se rencontrant par quatre fois. Le vice-amiral Tromp fut tué dès le début du combat par un tireur d'élite à bord du navire William Penn. Sa mort fut gardée secrète et son pavillon ne fut pas abaissé sur ordre de son commandant en second Egbert Bartholomeuszoon Kortenaer afin de ne pas démoraliser les Néerlandais, mais à la fin de l'après-midi, douze de leurs bateaux avaient déjà été coulés ou capturés et plusieurs autres étaient trop endommagés pour continuer le combat. À la fin, le moral était au plus bas et un grand nombre de vaisseaux sous les ordres de capitaines de navires marchands fuyait vers le nord. Le vice-amiral De With tenta de les en empêcher mais dut arrêter pour couvrir la retraite vers Texel. Cependant, la flotte anglaise, elle aussi très endommagée et devant soigner un grand nombre de blessés, dut retourner au port pour se rééquiper et être capable de maintenir le blocus.
Le peintre anglais William Turner, en 1831, commémore l'évènement dans un tableau intitulé Barge de l'amiral van Tromp entrant dans le Texel en 1645. Il s'agit probablement d'une confusion sur la date de cette bataille qui s'est déroulée huit ans plus tard. Cette huile sur toile est conservée au Sir John Soane's Museum à Londres.

## Les conséquences
Les deux côtés clamèrent leur victoire : les Anglais célèbrent leur supériorité tactique et les Néerlandais sont satisfaits de leur succès stratégique, c'est-à-dire de lever le blocus de la mer du Nord.
La mort du vice-amiral Maarten Tromp fut un coup dur pour les Provinces-Unies. Peu nombreux étaient ceux qui espéraient encore battre l'Angleterre ; la faction orangiste perdit de l'influence et le grand-pensionnaire Johan de Witt se trouva disposé à donner au Lord Protector Oliver Cromwell l'assurance que Guillaume III d'Orange-Nassau n'accéderait pas à la fonction de stathouder de la province de Hollande, Cromwell redoutant les liens dynastiques étroits entre les Stuarts et la famille d'Orange-Nassau. Des négociations furent entamées, et aboutirent au traité de Westminster en 1654.